# Internationella Rwandatribunalen
Rwandatribunalen, ICTR, inrättades genom resolution 955 (1994) av FN:s säkerhetsråd för att åtala och döma personer som varit inblandade i folkmordet i Rwanda 1990–1994, med stöd av FN-stadgans kapitel sju.

## Om tribunalen
Tribunalen har jurisdiktion över tre typer av brott, folkmord, brott mot mänskligheten och överträdelser av den gemensamma artikel 3 i 1949 års Genèvekonvention.
Tribunalen har sitt säte i Arusha, Tanzania. Den arbetar på fyra kammare, tre i första instans (Trial Chamber I, II och III) och en kammare för överklaganden, appellationskammaren (Appeal Chamber).
För närvarande (februari 2009) hålls 48 personer i häkte. Av dem väntar 9 på rättegång, 7 avvaktar rättegång i appellationskammaren, för 23 pågår rättegång. 9 väntar på att överföras till annan domstol.
Hittills[när?] har tribunalen dömt 36 personer och sex har frikänts.

## Rättegångar

### Bakgrund
Den utlösande faktorn till folkmordet i Rwanda 1990 - 1994 var när i oktober 1990 Rwandan Patriotic Front (RPF) attackerade Rwanda från Uganda. RPF var en gerillatrupp som till största delen bestod av tutsier som tidigare hade tvingats fly från Rwanda efter självständigheten. De hävdade att de kämpade för rätten för alla tutsier att återvända till sitt land. Den händelse som direkt utlöste folkmordet var beskjutningen av presidentens plan, i vilken president Habyarimana dödades. Mer om bakgrunden till och om konflikten kan man läsa i 
Folkmordet i Rwanda och Human Rights redogörelse. 

#### Dom mot Siméon Nchamihigo
Den 24 september 2008 meddelade tribunalen dom mot Siméon Nchamihigo, 49, som är hutu-rwandisk medborgare. Han är gift och har fem barn.
Han dömdes till livstids fängelse. Som särskilt försvårande fann domstolen att han var åklagare i Cyangugu préfecturen och på det sättet åtnjöt speciellt allmänt förtroende. De som hjälpte honom sa sig tro att de inte skulle kunna straffas eftersom han godkände mord och omfattande dödande och plundring.
Domstolen konstaterade också att han visat sällsynt råhet då han plundrade Trojeans hus medan dennes hustru och barn brändes till döds. Ett vittne berättade också att han gav order om att kropparna skulle slängas i en latrin.
Domstolen fann inga direkt förmildrande omständigheter inte ens den omständigheten att han påstod sig vara en god far till sina fem barn.

#### Dom mot Protais Zigiranyirazo
Protais Zigiranyirazo, svåger till förre presidenten i Rwanda, dömdes den 20 december 2008 för mord och brott mot mänskligheten. 
Han, som var känd som “Mr Z”, dömdes till 20 års fängelse.
Åklagaren hade yrkat livstid men tribunalen ansåg att 20 års fängelse var tillräckligt strängt eftersom han delvis blev frikänd då inte åklagaren lyckades styrka att hade konspirerat med de styrande om att attackera tutsier. 
Det ansågs dock styrkt att han vid två tillfällen beordrat dödandet av sammanlagt 48 tutsier.

#### Dom mot tre militärer
Samma dag dömdes också tre högre militärer i den rwandiska armén, översten Théoneste Bagosora, majoren Aloys Ntabakuze och överste Anatole Nsengiyumva till livsstids fängelse. 
Domstolen frikände den fjärde tilltalade, generalen Kabiligi.

#### Dom mot Francois Karera
Den 7 december 2007 dömdes Francois Karera för folkmord och utrotning och mord till livstids fängelse.
Sedan Francois Karera överklagat fastställdes domen den 3 februari 2009 av Apeals Chamber.

#### Dom mot Emmanuel Rukundo
Den 27 februari dömdes Rukundo till 25 års fängelse för folkmord, brott mot mänskligheten och utrotning.

#### Dom mot Callixte Kalimanzira
Den 22 juni dömdes förre inrikesministern Kalimanzira till fängelse i 30 år för folkmord och för att direkt ha uppmanat till folkmord.

## Kritik mot tribunalen

### Tribunalen vägrar överlämna folkmordsmisstänkta
Rwandas justitieminister Tharcisse Karugarama riktade i juni 2008 hård kritik mot tribunalen, sedan den för andra gången på kort tid vägrat överlämna en folkmordsmisstänkt rwandier till Rwanda.
Tribunalen har meddelat att affärsmannen Gaspard Kanyarukiga inte kommer att överlämnas till Rwanda för att ställas inför rätta där. Kanyarukiga greps i juli 2004 i Sydafrika. Han är misstänkt för folkmord och brott mot mänskligheten i samband med folkmordet 1994 då drygt 900 000 personer beräknas ha mördats på order av den hutuextremistiska regimen och dess miliser. 
Tribunalen har bedömt att det finns risk för att han inte kommer att få en rättvis rättegång i Rwanda om han överlämnas till de rwandiska myndigheterna. 
Den 28 maj 2008 beslöt tribunalen också att den folkmordsmisstänkte Yussuf Munyakazi inte ska överlämnas till Rwanda.
Tribunalen har noterat att det rwandiska rättsväsendet har gjort framsteg och har berömt landet för att dödsstraffet har avskaffat.
Däremot har tribunalen ifrågasatt att Rwanda skulle ha förmåga att klara av att låta vittnen framträda vid rättegångar i landet och samtidigt se till att de blir skyddade. De tre domarna; Erik Møse, (Norge), Sergej Alekseevitj Egorov (Ryssland) och Rita Arrey (Kamerun) varnade för att offer och vittnen som inkallas kan vara rädda att vittna i en rwandisk domstol. De hävdade också att en person som fälls riskerar att få sitta av ett livstids straff i isoleringscell. 
Även Finland har vägrat att utlämna en katolsk rwandisk präst, som är misstänkt för folkmord. De finländska myndigheterna har anfört att han inte utlämnas emedan han riskerar att inte få en rättvis rättegång. Finland har åberopat tribunalens beslut i liknande frågor som vägledande.
Det har även riktats kritik mot tribunalen för att den enbart fokuserar på brott begångna av hutuer mot tutsier trots att brott begicks av båda sidor.
Ytterligare kritik har framförts mot att tribunalen arbetar långsamt.

## Svenskt bidrag
Sverige har som sjätte land undertecknat avtal innebärande skyldighet att ta emot dömda för att låta dem avtjäna straff i svenskt fängelse.

### Fotnoter
1. ↑   FN:s stadga kapitel sju http://en.wikipedia.org/wiki/Chapter_VII_of_the_United_Nations_Charter
2. ↑   Karta över Rwanda ”Arkiverade kopian”. Arkiverad från originalet den 4 februari 2009. https://web.archive.org/web/20090204080801/http://69.94.11.53/default.htm. Läst 9 februari 2009.
3. ↑  Konventionerna på svenska ”Arkiverade kopian”. Arkiverad från originalet den 17 augusti 2007. https://web.archive.org/web/20070817110557/http://www.mrforum.se/Default.aspx?documentId=143. Läst 26 januari 2009.
4. ↑  Fakta blad från ICTR http://www.unictr.org/FRENCH/factsheets/detainees_f.htm Arkiverad 3 juli 2008 hämtat från the Wayback Machine.
5. ↑  Internationella Rwandatribunalen ”Arkiverade kopian”. Arkiverad från originalet den 4 februari 2009. https://web.archive.org/web/20090204075652/http://69.94.11.53/. Läst 31 januari 2009.
6. ↑  Folkmordet i Rwanda
7. ↑  Human Rights redogörelse http://www.hrw.org/legacy/backgrounder/africa/rwanda0406/1.htm#_Toc132173442
8. ↑   Om Rwandan Patriotic Front (RPF) http://en.wikipedia.org/wiki/Rwandese_Patriotic_Front
9. ↑  ”Tribunalen vägrar överlämna folkmordsmisstänkta”. Amnesty. 10 juni 2008. http://www.amnestypress.se/notiser/12618/tribunalen-vagrar-overlamna-folkmordsmisstankta.
10. ↑  http://news.bbc.co.uk/2/hi/europe/7901693.stm
11. ↑  http://www.globalpolicy.org/intljustice/tribunals/rwanda/2008/0807poses.htm
12. ↑   Avtal med Sverige http://69.94.11.53/ENGLISH/PRESSREL/2004/386.htm